# Благородний театр святого Якова (Керкіра)
Благородний театр Святого Якова (Театр ді Сан Джакомо) — колишній театр в місті Керкіра на острові Керкіра (Корфу), Греція, який став центром грецької опери між 1733 та 1893 роками.

## Історія
Театр був названий на честь міського католицького собору Святого Якова та Святого Христофора. Він був створений в 1693 році як місце збору венеційської знаті на острові, та був перетворений в театр в 1720 році і став першим сучасним театром, заснованим в Греції. Спочатку театр ставив театральні вистави, але в 1733 р. там вперше була поставлена опера. Опери безперервно ставились особливо між 1771 і 1892 роками, коли театр перетворили на ратушу.
Оперний театр функціонував у часи потрясінь, наприклад, під час приходу французів у 1797 р. У 1799 р. під час російсько-османської облоги театр продовжував свої вистави навіть тоді, коли іноземна оперна трупа не змогла покинути острів через блокаду. Виступи у такий складний час був використаний як засіб пропаганди та підняття морального духу населення.

## Вистави та значення
Музична традиція, встановлена театром, є особливо важливою для історії сучасної грецької музики, оскільки допомогла встановити грецьку музичну присутність у той час, коли грецької держави навіть не існувало. Театр інсценізував тип комічної опери, відомий як опера буффа, який був менш витонченим і, отже, більш економічним, ніж повноцінна опера серіа.
Театр залучив багатьох італійських професійних музикантів, які приїхали на Корфу як викладачі, так і композитори та виконавці. Це призвело до увагидо музики серед місцевих жителів, і це поступово призвело до появи перших професійних музик Керкіри, які, в свою чергу, стали першими професійними музикантами сучасної Греції. Наприклад, корфіот Спірідон Ксіндас написав грецьку оперу «О ypopsifios» («Кандидат у парламент»), яка стала першою оперою, складеною виключно грецьким лібрето, і була виконана в Сан-Джакомо в 1867 році.
Театр виступав каталізатором культурної взаємодії і дав поштовх розвитку Іонічної музичної школи. Корфіотський композитор Ніколаос Мандзарос поєднував італійську та корфійську музичні традиції своїх виставах в цьому тепатрі.
У 1902 році театр замінив Муніципальний театр Керкіри. Муніципальний театр та його історичні архіви, багато з яких належали Театро ді Сан Джакомо, були знищені під час вибуху в Луфтваффе в 1943 році.